# Parafia św. Jana (Dominika)
Parafia świętego Jana (ang. Saint John Parish) – jedna z 10 parafii we Wspólnocie Dominiki, znajdująca się w północno-zachodniej części kraju. Stolicą parafii jest Portsmouth.
Graniczy z parafiami: św. Andrzeja od wschodu oraz św. Piotra od południa.

## Miejscowości
Miasta
- Portsmouth
- Glanvilla
- Lagoon

Wsie
- Capucin
- Clifton
- Cottage
- Toucari
- Tanetane
- Bornes